# Stadio comunale (Piacenza)
Lo stadio comunale fu un impianto sportivo multifunzione italiano di Piacenza.
Costruito nel 1920, fu attivo per quasi mezzo secolo e fu noto anche come campo Alessandro Casali nonché, dal 1937 al 1945, come stadio comunale del Littorio benché informalmente fosse chiamato Barriera Genova dal nome della viciniore ex porta daziaria sulla strada che conduce al capoluogo ligure.
Tra il 1920 e il 1969 fu sede interna degli incontri di calcio del Piacenza e, tra il 1947 e il 1966, di quelli di rugby dell'omonimo club.

## Storia

### La costruzione e i successivi ampliamenti
Nel 1920 il Piacenza neopromosso in Prima Categoria dovette abbandonare il campo di Porta Cavallotti.
Fu individuato quindi un terreno adatto all'allora periferia della città, formato da due prati divisi da un fossato.
Il terreno fu rizollato in tempi brevi, per l'imminenza del campionato, e perciò non fu effettuato il drenaggio, con conseguenti cronici problemi di impraticabilità del campo nella stagione invernale.
Anche le strutture (recinzioni, spogliatoi, servizi igienici) furono ridotte al minimo quando non addirittura assenti in un primo momento.
L'impianto fu inaugurato nel settembre 1920 con un'amichevole di calcio tra il Piacenza e il Milan terminata 2-2.
Inizialmente dotato di una semplice tribuna in legno (rimasta in uso fino al 1930), lo stadio subì un primo ampliamento nel 1933, con la costruzione di una tribuna coperta in muratura, che portò la capienza complessiva a circa 5 000 posti.
Due anni più tardi, nel 1935, furono create anche le strutture per la pratica dell'atletica leggera, tra cui la pista che circondava il perimetro del terreno di gioco.
Grazie a tali modifiche lo stadio fu in grado di ospitare diverse manifestazioni nazionali organizzate dalle società atletiche piacentine a partire dagli anni trenta e quaranta, soprattutto per quanto riguarda la corsa.
Durante la seconda guerra mondiale fu adibito a base militare dalle truppe tedesche di stanza in città; la permanenza di soldati e cavalli provocò danni alla pista di atletica e al manto erboso. Terminato il conflitto, lo stadio fu ristrutturato con la costruzione della gradinata opposta alla tribuna coperta e di una sola curva, tra il 1945 e il 1950, che conferirono all'impianto l'aspetto definitivo. Venne inoltre costruito un muro di cinta, piuttosto basso, che non impediva ai portoghesi di assistere abusivamente alle partite arrampicandosi sul muro stesso.

### Problematiche e dismissione
Già sul finire degli anni quaranta era stato steso un progetto per un nuovo, avveniristico impianto da 30 000 posti, destinato a sostituire il campo di Barriera Genova; tale progetto, tuttavia, non ebbe alcun seguito. Lo stadio iniziava ad accusare diversi problemi: il Piacenza si trovava a dover condividere il campo con il Pro Piacenza, seconda squadra cittadina impegnata nei campionati dilettantistici, e con il Piacenza Rugby, fino all'inaugurazione dello stadio Beltrametti nel 1966.
Inoltre, con il boom edilizio degli anni sessanta, l'impianto si trovava ormai in una zona densamente popolata e rendeva problematico l'afflusso e il deflusso degli spettatori dai due ingressi principali.
A tutto ciò si sommava una capienza limitata (nelle partite di maggior richiamo venivano talvolta aggiunte tribune supplementari, raggiungendo picchi di oltre 10 000 presenze) e, a partire dagli anni sessanta, la fatiscenza delle strutture in cemento armato, che provocò un grave incidente il 31 gennaio 1965, prima dell'inizio del derby del Po con la Cremonese: il distacco di un pezzo di cornicione del muro di cinta ferì quattro persone, di cui una mortalmente.
Per tutti questi motivi, nonostante un ultimo intervento di ammodernamento (l'impianto di illuminazione, inaugurato nel 1967), furono avviati i lavori per la costruzione del nuovo stadio Comunale, situato nel quartiere Galleana, sotto la spinta del costruttore edile Vincenzo Romagnoli, presidente del Piacenza.
L'ultima partita disputata a Barriera Genova fu la vittoria per 4-1 sul Sottomarina, il 15 giugno 1969, nella quale fu festeggiata la promozione dei biancorossi di Alberto Molina nella serie cadetta; a partire dalla stagione successiva il Piacenza si trasferì nel nuovo stadio, mentre il vecchio impianto fu demolito in breve tempo per far posto a nuovi edifici abitativi.

## Incontri internazionali
L'unico incontro internazionale mai ospitato dal Comunale riguarda la nazionale di rugby che, il 15 gennaio 1961, ospitò la Germania Ovest battendola 19-0 con mete di Bellinazzo trasformata da Martini, Sguario trasformata da Busson, Luise e Del Bono e un calcio di punizione del citato Martini.
A titolo statistico fu anche il primo incontro teletrasmesso dalla Rai, alle 14:30.
Per quanto riguarda il calcio lo stadio ospitò la nazionale ma solo per due incontri d'allenamento, il 25 aprile 1929 contro una mista composta da giocatori del Piacenza e riserve della Nazionale e il 5 novembre 1931 contro il Piacenza in formazione tipo sconfitto 3-2.